# Gruczoł łzowy

Narząd łzowy człowieka

Gruczoł łzowy (łac. glandula lacrimalis) – jeden z gruczołów (obok gruczołu Hardera) będących częścią aparatu ochronnego oka kręgowców czworonożnych, produkujący łzy.
U człowieka gruczoł łzowy jest owalny, wielkości około 20 na 12 mm. Leży w przednim górno-bocznym kącie oczodołu, w zagłębieniu zwanym dołem gruczołu łzowego (fossa glandulae lacrimalis). Dzieli się na dwie części: część górną – oczodołową (pars orbitalis) i  część dolną – powiekową (pars palpebralis), z których wychodzą przewodziki wyprowadzające (ductuli excrectorii) łzy do worka spojówkowego. Oprócz głównego gruczołu łzowego nad okiem leżą także drobne gruczoły łzowe dodatkowe (glandulae lacrimales accessoriae).
Jego produktem są łzy, czyli bezbarwny płyn składający się głównie z wody, chlorku sodu (około 1%), białka (około 0,6%) oraz substancji o działaniu miejscowo odkażającym (np. lizozym). Dzienna ilość wydzielanego płynu wynosi ok. 0,5 cm³, a jego zadaniem jest nawilżanie, odżywianie i odkażanie gałki ocznej.